# Martin Starr
Martin Starr (tên khai sinh: Martin James Pflieger Schienle) là nam diễn viên người Mỹ. Anh được biết đến qua các phim như: Knocked Up (2007), Adventureland (2009) và Spider-Man: Homecoming (2017).